# Armand De Riemaecker
Armand De Riemaecker (Berchem, 9 januari 1854 - Oudenaarde, 16 januari 1929) was een Belgisch katholiek politicus.
Hij was de zoon van Albert De Riemaecker, die gemeentesecretaris was in Berchem.
Hij studeerde rechten, werd advocaat en ging vanaf 1877 in Oudenaarde wonen. In 1879 werd hij procureur bij de rechtbank van eerste aanleg in Oudenaarde, om er in 1892 plaatsvervangend rechter bij de rechtbank van eerste aanleg te worden. In 1882 werd hij gemeenteraadslid van de stad Oudenaarde en in 1892 schepen. Hij bleef in functie tot 1898 toen hij lid werd van de bestendige deputatie van de provincie Oost-Vlaanderen.
In de provincieraad zetelde hij sinds 1890, werd er voorzitter in 1901 en bleef in functie tot in 1922. Hij bleef uiteindelijk raadslid en gedeputeerde tot 1925. Zodoende was hij 35 jaar raadslid, 21 jaar voorzitter en 27 jaar gedeputeerde.